# Махагургіс-хан
Махагургіс-хан (Мергурес, Мергес) (1446/1448 —1465) — 16-й великий каган Монгольського ханства в 1455—1465 роках.

## Життєпис
Походив з гілки Хубілаїдів династії Чингізидів. Молодший син кагана Тайсун-хана. Його матір'ю була Саймур (Самар)-хатун. Народився між 1446 та 1448 роками. У 1453 році загинув його батько. Але вже у 1455 році після загибелі чергового кагана — Есен-хана — за сприяння матері стає новим володарем Монголії, прийнявши ім'я Укегту (Ухегету). Саймур-хатун дістала підтримку монгольського племені туметів (з Ордосу) на чолі з Доголон-тайшею. Їхні війська в місцевості Завхан завдали поразки ойратам на чолі з Алаг-Темуром і Асудин Хатан-Темуром. Результатом цього було знищення впливу ойратських кланів у Монгольському каганаті.
Фактична влада через молодий вік кагана належала матері та її рідні. Це сприяло розпаду держави, створеної Есен-ханом. Невдовзі розпочалося протистояння між Булаєм, очільником монголів Хорчіну, і Доголоном за вплив у державі. На деякий час владу захопив Булай, що намагався відновити торговельні відносини з імперією Мін, проте невдало. У відповідь 1460 року Булай розпочав війну проти Китаю, що тривала протягом 1460—1462 років. Незважаючи на попередню невдачу, 1462 року Булай змусив імператора Цзічженя укласти вигідний мирний договір.
У 1465 році Доголон-тайши невдоволений всевладдям монголів-хорчінців виступив проти Булай-тайши. У вирішальній битві ордосці-тумети здобули перемогу, а Булай і Махагургіс-хан загинули. Доголон-тайши поставив новим каганом зведеного брата загиблого — Молон-хана.